# Goldstein (film)
Goldstein è un film del 1964 diretto da Philip Kaufman e Benjamin Manaster.